# Fenomen 2012. godine
Fenomen 2012. godine obuhvaća niz eshatoloških uvjerenja po kojima su se neki kataklizmički ili transformativni događaji imali zbiti 21. prosinca 2012. Naime, ovaj se nadnevak (nekad se spominju i 20., 22. i 23. prosinca) smatra krajnjim nadnevkom 5 125 godina dugog ciklusa srednjoameričkog (majanskog) kalendara dugog brojenja. Razni astronomski događaji (poravnanje zviježđa, dolazak planeta X) i numerološke formule koje se tiču ovog nadnevka razrađivane su, ali nisu prihvaćene od strane znanosti. Za 21. prosinca 2012. predviđane se i Sunčeva oluja i raznorazne prirodne katastrofe diljem svijeta koje bi trebale uništiti čovječanstvo ili znatno smanjiti brojnost ljudi. Također su se za 2012. godinu predviđali i transformacija ljudske svijesti (unaprijeđenje DNK, stvaranje nove civilizacije) i astrološki događaji (prelazak iz doba Riba u doba Vodenjaka). O 2012. godini govorilo se kao i o godini susreta s vanzemaljcima i njihovih napada na Zemlju, godini obrtanja Zemljinih polova (slabljenje magnetskog polja) i godini uništenja Zemlje od strane supernove. Po službenom odbrojavaču koji je dostupan na svemreži majanski kalendar dugog brojenja završio je 21. prosinca 2012. u 11:11:00 UTC (znači u 12:11:00 u Hrvatskoj). Sva predviđanja o kataklizmičkim ili transformativnim događajima pokazala su se pogrešnim.
- pogledaj i: popis nadnevaka za koje je predviđen kraj svijeta

## Reakcija ljudi
Priče o ovom fenomenu u javnosti izrazito bile su učestale, osobito na svemreži. Mnogi portali objavljivali su vijesti o ovome, a i na svemrežnim raspravnicima izrazito su posjećene bile teme ove tematike. Ask an Astrobiologist, NASA-ina svemrežna stranica za pitanja javnosti, primila je više od 5 000 upita na ovu temu od 2007. Neka su pitanja glasila bi li se trebali ljudi ubiti sami, bi li trebali ubiti svoju djecu ili kućne ljubimce kako ne bi gledali kraj svijeta. U anketi Ipsosa iz svibnja 2012. u kojoj je sudjelovalo više od 16 000 odraslih iz 21 države svijeta, 8 % je izrazilo kako osjeća veliki strah i(li) anksioznost zbog mogućeg nadolazećeg kraja svijeta. Prosječno 10 % složilo se s tvrdnjom kako završetak majanskog kalendara označava kraj svijeta. Složilo se 20 % ispitanika u Kini, 13 % u Rusiji, Turskoj, Japanu i Južnoj Koreji, te 12 % u SAD-u gdje se od 2009. znatno povećala prodaja podzemnih skloništa. U Brazilu je gradonačelnik grada São Francisco de Paula (Décio Colla, Rio Grande do Sul) mobilizirao stanovništvo i osigurao hranu i druge potrepštine pripremajući se za kraj svijeta. U gradu Corguinhu (Mato Grosso do Sul) gradi se kolonija za one koji će preživjeti tragediju. U Alto Paraíso de Goiásu hoteli su primili posebne rezervacija vezane uz kraj svijeta. U brazilskom gradu Teresini 11. listopada 2012. policija je spriječila vjerojatno masovno samoubojstvo sljedbenika jednog malog kulta čiji su članovi vjerovali u nadolazeći kraj svijeta. Vođa kulta je uhićen. Unatoč ovim slučajevima, većina ljudi u svijetu nije se zamarala suviše ovim predviđanjima, smatrajući kako su to pseudoznanstvene gluposti i kako je kraj svijeta pogrešno predviđen već gomilu puta.

## Fenomen 2012. u kulturi
Fenomen 2012. objašnjen je u nekoliko medija. Serija Dosjei X najavljuje kolonizaciju Zemlje od strane vanzemaljaca 22. prosinca 2012. History Channel emitirao je pregršt posebnih serija o ovom fenomenu: Decoding the Past (2005. – 2007.), 2012, End of Days (2006.), Last Days on Earth (2006.), Seven Signs of the Apocalypse (2007.) i Nostradamus 2012 (2008.) Discovery Channel emitirao je 2009. seriju 2012 Apocalypse u kojoj su predviđane goleme Sunčeve oluje, potresi, erupcije supervulkana i obrtanje magnetskih polova. Stotine knjiga napisano je na ovu temu, a najčitanija je The Lost Symbol Dana Browna. Znanstvenofantastični film katastrofe 2012 iz 2009. bio je jedan od najuspješnijih snimljenih te godina. Pogledalo ga je više od 770 000 000 ljudi. Dana 21. prosinca 2011. majansko mjesto Thapacula u Chiapasu podiglo je 2,5 m visok odbrojavač do završetka kalendara dugog brojenja. 